# Viva Zapatero!
Pour les articles homonymes, voir Zapatero (homonymie).
Pour plus de détails, voir Fiche technique et Distribution.
Viva Zapatero! est un film de type docu fiction réalisé par Sabina Guzzanti, sorti en 2005 ; il est basé sur des faits réels vécus par la réalisatrice, faits étroitement reliés à la situation des médias en Italie.
La réalisatrice y applique, pour le contexte politique italien, le punch du film documentaire engagé qui a fait le succès de Michael Moore.
Le film commence par montrer Sabina Guzzanti dans les divers personnages qu'elle interprète, dont la caricature où elle apparaît grimée en Silvio Berlusconi, le président du conseil italien. Elle interprète d'autres personnalités en vue, dont une femme politique napolitaine atteinte de strabisme.

## Thèse du documentaire
Partant de la situation d'annulation sans préavis de son émission satirique (it) RAIot, elle brosse le portrait de l'état de la démocratie italienne après dix années sous l'influence du personnage du Cavaliere. Son documentaire élargit en effet le champ pour donner la parole aux personnalités des médias qui ont été muselées par la prise de pouvoir sur les médias, associée à des menaces d'attaque en justice avec demandes de réparations accumulées par les avocats de Mediaset.
La collusion liée au conflit d'intérêts est évoquée par l'interview de plusieurs personnalités des médias italiens qui se sont retrouvées attaquées en justice pour leurs interventions de journalisme critiques vis-à-vis du pouvoir, menaces de procès émanant tout à la fois de Mediaset, de Fininvest et des représentants légaux de Silvio Berlusconi, les réparations demandées totalisant des sommes faramineuses. De ces intimidations, seul le poids lourd de la presse anglo-saxonne The Economist, dont le film montre un représentant, peut assumer sans altération la liberté de ton de ses articles concernant la politique italienne lorsque les journalistes sont soumis à une telle perspective sur le plan judiciaire.
Dans l'introduction, Sabina Guzzanti se présente dans son métier comme un bouffon, au sens noble et rabelaisien de la farce, et non pas comme une journaliste. Or le pouvoir l'a attaquée par les écrans interposés de ses officines (directions des chaînes de média publiques, sociétés d'investissement de l'appareil financier, articles de presse sympathisants) sur le fait que son émission de journalisme faisait de la dénonciation des personnalités politiques.
Face à la « langue de bois » utilisée dans les interviews des responsables politiques, réalisées en cinéma direct dans les rues de Rome et qu'elle apostrophe afin de savoir pour quelle raison son émission a été déprogrammée, elle s'interroge des raisons pour lesquelles la liberté d'expression, droit constitutionnel exprimé dans les textes de loi du pays et même universels, renforcés par le dispositif européen, connait de telles entraves et de telles difficultés en Italie.
La manière dont les édiles, présentées comme des dignitaires de régime, refusent de discuter du caractère satirique de son émission, pour la dénigrer en l'assimilant à une émission de dénonciation publique de l'image des hommes politiques, est montrée sans ambages dans son hypocrisie lénifiante ; l'un des hommes politiques interviewés lui propose de prendre conseil auprès de son propre père, ancien sénateur, dans une remarque déplacée aux accents paternalistes voilés de machisme (c’est-à-dire laissant entendre qu'elle n'est pas responsable de ses dires).
Cette situation l'amène à définir ce qu'est une émission satirique, et quelle en est sa relation avec le pouvoir, à l'exclusion du contexte de la politique italienne. La notion de satire est évoquée lors d'une discussion de la réalisatrice avec l'acteur et Prix Nobel de Littérature Dario Fo.
Sabina Guzzanti prend exemple sur d'autres pays européens ; elle montre ensuite des images des sketches des Guignols de l'info en France, qui s'en prennent durement à l'image du président Chirac, elle évoque la liberté de ton au Royaume-Uni avec un sketch grinçant sur un général britannique interviewé à la veille de l'invasion en Irak à propos de la stratégie des troupes britanniques, amené à reconnaître que les plans militaires ont été établis par le commandement américain sans autre forme de concertation, et traite de la liberté d'expression aux Pays-Bas où une émission écorne l'image de la reine de Hollande.
Genre d'émission impossible dans le contexte italien. Pour quelle raison ?
Développant les parallèles, des interviews de Bruno Gaccio, scénariste des Guignols, et de Karl Zéro à propos de sa transition qui l'a amené à lancer l'émission Le Vrai Journal sur Canal+ sont montrées : les émissions satiriques à la télévision sont celles qui reçoivent l'audimat le plus élevé ; si leur prohibition a lieu dans une démocratie, ce n'est pas l'émission qui est à remettre en cause, mais le bon fonctionnement de la démocratie, éclaire Bruno Gaccio.

## La critique médiatique phagocytée
Le début du documentaire donne des extraits des émissions télévisées actuelles dans le paysage médiatique italien, montrant comment le nouveau pouvoir a congédié les journalistes phares de ce quatrième pouvoir que constituent les médias, pour les remplacer par des intervenants promus par népotisme qui ne posent plus que des questions de complaisance sur la politique étrangère à l'Italie, s'en tiennent à des recettes de cuisine aux heures de grande écoute, ou se livrent à des analyses sur les phénomènes miraculeux de « béatas » larmoyantes, en lieu et place d'une émission de politique intérieure.
Un intervenant, dans le film, explique qu'une émission dominicale toute à la gloire du président du conseil, lui-même se mettant en scène dans l'émission et flagornant en public, n'a pas de comparaison sur le PAF car elle serait inconcevable hors contexte.

## Critique de la situation politique
Le film montre que l'accumulation du pouvoir politique, médiatique et économique entre les mains d'un seul homme ne s'est pas faite sans complaisances de toutes sortes, et s'en prend également aux partis italiens de gauche qui ont laissé cette situation prendre pied alors qu'ils étaient aux affaires.
Un discours polémique sur la représentation nationale de (it) Luciano Violante, du parti OS (centre gauche) est placé dans la seconde partie du documentaire ; ce dernier y fustige les protections dont a bénéficié Berlusconi pendant les années précédant son accession au pouvoir. La réalisatrice précise qu'une telle intervention n'a pas été relayée dans les médias.